# Transport- och kommunikationsverket
Transport- och kommunikationsverket, Traficom,  är en finländsk myndighet underställt Kommunikationsministeriet som betjänar i ärenden som gäller tillstånd, registrering och övervakning inom trafik, transport och kommunikation.
Traficom inledde sin verksamhet 1 januari 2019 i och med sammanslagningen av Trafiksäkerhetsverket, Kommunikationsverket och vissa funktioner vid Trafikledsverket.
Traficom har omkring 900 anställda och huvudkontoret ligger i Helsingfors.